# Anagonia lateralis
Anagonia lateralis är en tvåvingeart som först beskrevs av Macquart 1846.  Anagonia lateralis ingår i släktet Anagonia och familjen parasitflugor. Inga underarter finns listade i Catalogue of Life.